# Jacek Hawryluk
Jacek Hawryluk – polski dziennikarz muzyczny, muzykolog.
Absolwent muzykologii na Uniwersytecie Warszawskim. Twórca magazynu fonograficznego „Płytomania”. Od 1991 pracował w Rozgłośni Harcerskiej, późniejszej Radiostacji, a od 2001 jest związany z Polskim Radiem. Od 2012 zastępca dyrektora – redaktora naczelnego Programu II Polskiego Radia. Współpracował z mediami takimi jak „Machina”, „Gazeta Wyborcza”, „Przekrój”, „Newsweek”, „Ruch Muzyczny”. Wraz z Bartkiem Chacińskim prowadzi w Dwójce audycję HCH (wcześniej w radiowej Trójce i TVP 2). Prowadził w TVP Kultura studia Konkursu Chopinowskiego (2005, 2010, 2015) i Konkursu Wieniawskiego (2006, 2011), w radiowej Trójce „Kolonie francuskie” (do 2017).
Ojciec Kajetana i Konstantego. Mieszka na Mokotowie.